# Audi Typ G
Der Audi Typ G war ein Personenkraftwagen der unteren Mittelklasse, den die Audi-Werke 1914 herausbrachten. Er war der kleinste Vorkriegswagen von Audi.
Das Fahrzeug hatte einen vorn eingebauten Vierzylinder-Reihenmotor mit paarweise gegossenen Zylindern mit insgesamt 2,1 Litern Hubraum. Er leistete 22 PS (16,2 kW) bei 1900/min. Über ein Viergang-Vorgelege-Getriebe und eine Kardanwelle trieb er die Hinterräder an. Der Wagen hatte einen Leiterrahmen und zwei blattgefederte Starrachsen. Er war als Sportzweisitzer verfügbar.
Bis 1923 wurden 1122 Exemplare gebaut. Damit war dieses Modell bis zur Eingliederung in die Auto Union AG das meistgebaute Audi-Automobil.

## Technische Daten
| G (8/22 PS)           | G (8/22 PS)                            |
| --------------------- | -------------------------------------- |
| Baujahre              | 1914–1923                              |
| Aufbauten             | R2                                     |
| Motor                 | Reihen-Vierzylinder-Viertakt-Ottomotor |
| Ventilsteuerung       | IOE-Ventilsteuerung (gegengesteuert)   |
| Bohrung × Hub         | 75 mm × 118 mm                         |
| Hubraum               | 2084 cm³                               |
| Nennleistung          | 22 PS (16,2 kW)                        |
| Höchstgeschwindigkeit | 65 km/h                                |
| Leergewicht           | 1250 kg                                |
| Radstand              | 2995 mm                                |
| Spur vorn/hinten      | 1250 mm/1250 mm                        |

- R2 = 2-sitziger Roadster